# Lao Army FC
Der Lao Army Football Club ist ein laotischer Fußballverein aus Vientiane. Aktuell spielt die Fußballmannschaft in der höchsten Liga des Landes, der Lao Premier League.

## Erfolge
- Lao League / Lao Premier League: 1990, 1991, 1992, 1993, 1994, 1996, 1997, 2008
- Lao Division 1 League: 2017
- Prime Minister’s Cup: 2013
- Lao League 2: 2020

## Stadion
Seine Heimspiele trägt der Verein im Army Stadium KM5 in Vientiane aus. Das Stadion hat ein Fassungsvermögen von 1000 Personen.

## Saisonplatzierung
| Saison  | Liga               | Liga                                         | Liga                                         | Liga                                         | Liga                                         | Liga                                         | Liga                                         | Liga                                         | Pokal                                        | Pokal                                        |                                              |
| Saison  | Liga               | Spiele                                       | S                                            | U                                            | N                                            | Tore                                         | Punkte                                       | Position                                     | Lao FF Cup                                   |                                              |                                              |
| ------- | ------------------ | -------------------------------------------- | -------------------------------------------- | -------------------------------------------- | -------------------------------------------- | -------------------------------------------- | -------------------------------------------- | -------------------------------------------- | -------------------------------------------- | -------------------------------------------- | -------------------------------------------- |
| 2010    | Lao Premier League | 14                                           |                                              |                                              |                                              |                                              |                                              | 5.                                           |                                              |                                              |                                              |
| 2011    | Lao Premier League | 18                                           | 11                                           | 4                                            | 3                                            |                                              | 37                                           | 4.                                           |                                              |                                              |                                              |
| 2012    | Lao Premier League | 18                                           | 11                                           | 3                                            | 4                                            | 71:29                                        | 36                                           | 4.                                           | Halbfinale                                   |                                              |                                              |
| 2013    |                    |                                              |                                              |                                              |                                              |                                              |                                              |                                              | Sieger                                       |                                              |                                              |
| 2014    | Lao Premier League | 18                                           | 6                                            | 5                                            | 7                                            | 26:26                                        | 23                                           | 7.                                           |                                              |                                              |                                              |
| 2015    |                    |                                              |                                              |                                              |                                              |                                              |                                              |                                              | 2. Platz                                     |                                              |                                              |
| 2016    | Lao Premier League | 26                                           | 6                                            | 8                                            | 12                                           | 41:57                                        | 26                                           | 9.                                           |                                              |                                              |                                              |
| 2017    |                    |                                              |                                              |                                              |                                              |                                              |                                              |                                              |                                              |                                              |                                              |
| 2018    | Lao Premier League | 14                                           | 2                                            | 5                                            | 7                                            | 12:28                                        | 11                                           | 7.                                           |                                              |                                              |                                              |
| 2019    | Lao Premier League | 15                                           | 2                                            | 4                                            | 9                                            | 15:35                                        | 10                                           | 5.                                           | 1. Runde                                     |                                              |                                              |
| 2020    | Lao League 2       |                                              |                                              |                                              |                                              |                                              |                                              | 1.                                           | Vorrunde                                     |                                              |                                              |
| 2021    | Lao Premier League | Keine Austragung wegen der COVID-19-Pandemie | Keine Austragung wegen der COVID-19-Pandemie | Keine Austragung wegen der COVID-19-Pandemie | Keine Austragung wegen der COVID-19-Pandemie | Keine Austragung wegen der COVID-19-Pandemie | Keine Austragung wegen der COVID-19-Pandemie | Keine Austragung wegen der COVID-19-Pandemie | Keine Austragung wegen der COVID-19-Pandemie | Keine Austragung wegen der COVID-19-Pandemie | Keine Austragung wegen der COVID-19-Pandemie |
| 2022    | Lao Premier League | 18                                           | 5                                            | 4                                            | 9                                            | 19:25                                        | 19                                           | 4.                                           |                                              |                                              |                                              |
| 2023    | Lao Premier League | 14                                           | 6                                            | 5                                            | 3                                            | 20:14                                        | 23                                           | 4.                                           |                                              |                                              |                                              |
| 2024/25 | Lao Premier League | 14                                           | 5                                            | 1                                            | 8                                            | 28:38                                        | 16                                           | 5.                                           |                                              |                                              |                                              |

## Ausrüster und Sponsoren
| Jahr       | Ausrüster | Hauptsponsor |
| ---------- | --------- | ------------ |
| 2014-heute | FBT       | kein Sponsor |